# مورگان سیتی (میسیسیپی)
مورگان سیتی (به انگلیسی: Morgan City) شهرکی در ایالت میسیسیپی کشور ایالات متحده آمریکا است که جمعیت آن در سرشماری سال ۲۰۱۰ میلادی، ۲۵۵
نفر بوده‌است.